# American Pie 2
American Pie 2 ist eine US-amerikanische Teenie-Komödie von James B. Rogers aus dem Jahr 2001. Es ist die Fortsetzung des Films American Pie – Wie ein heißer Apfelkuchen.

## Handlung
Seit dem ersten Teil ist etwa ein Jahr vergangen. Jim, Oz, Kevin und Finch – die Protagonisten aus dem ersten Teil – haben inzwischen die High School hinter sich gebracht und gehen das erste Jahr aufs College. Doch der Start in ihre ersten Semesterferien ist holprig: Stiflers Partys werden polizeilich verboten, es herrscht Langeweile, und in Liebesdingen geht auch nicht alles den gewünschten Gang. Speziell Kevin leidet darunter, dass sich alles verändert hat, und er wendet sich vertrauensvoll an seinen großen Bruder Tom.
Der macht ihm den Vorschlag, mit seinen Freunden den bevorstehenden Sommer in einem Ferienhaus am Michigansee zu verbringen – danach würden sie die Dinge mit anderen Augen sehen. Alle sind mit diesem Vorschlag einverstanden und packen die Koffer. Die vier stellen jedoch fest, dass sie sich das Haus trotz ihrer finanziellen Zuschüsse und etlicher Gelegenheitsjobs nicht leisten können. Kurzerhand stößt deswegen noch Stifler als weiterer zahlender Hausgast zur Gruppe, und zusammen bricht das Quintett in Richtung des (fiktiven) Städtchens „Grand Harbor“ auf.
Vor Ort richten sich die fünf häuslich ein – mit dem Ziel einer großen Party am Ende ihres Aufenthaltes. Während die Gruppe bis zu diesem Ereignis noch einiges überstehen muss und dabei u. a. während des Ferienjobs in eine peinliche Situation im Haus zweier augenscheinlicher Lesben gerät, hat auch jeder einzelne der fünf unterschiedliche Probleme sexueller Natur.
Jim steht einmal mehr im Mittelpunkt, als Nadia – die Austauschschülerin aus dem ersten Teil – zum Ende des Sommers ihren Besuch ankündigt und sich auf ein Stelldichein mit Jim freut. Da dieser noch immer relativ ungeübt in Liebesdingen ist, wendet er sich vertrauensvoll an Michelle – sein Date vom Abschlussball –, um gemeinsam mit ihr zu üben. Dabei kommen sich beide ungewollt näher.
Oz versucht, seiner Freundin Heather treu zu bleiben, und widersteht etlichen Avancen. Während Heathers Auslandsaufenthalt in Spanien versuchen beide per Telefon Kontakt und Beziehung miteinander zu halten. Sie versuchen auch mittels Telefonsex sich einige schöne Momente zu bereiten, werden dabei aber immer wieder gestört.
Kevin und Vicky haben sich inzwischen auseinandergelebt, wollen aber trotzdem noch Freunde bleiben. Allerdings trauert Kevin der gemeinsamen Zeit hinterher, obwohl Vicky bereits einen neuen Freund hat. Kevin muss sich schließlich mit der Situation abfinden.
Seit Finchs Tête-à-Tête mit Stiflers Mom am Ende von Teil eins sind Finch und Stifler miteinander verfeindet, sticheln sich gegenseitig hoch und lassen kein gutes Haar am anderen. Als Finch glaubt, Stiflers Mutter komme ebenfalls zur Party am Ende des Sommers, versucht er sich mittels Tantra auf ein sexuelles Abenteuer mit ihr vorzubereiten. Als sich der Besuch als Stiflers kleiner Bruder entpuppt, ist Finch total bestürzt und wirft alles über Bord. So packt er das Buch über Tantra weg und holt stattdessen den Flachmann wieder hervor, den er auf dem Abschlussball von Jessica bekommen hat.
Schließlich ist der Tag der Party gekommen, und die vier Freunde erkennen bei einem Sit-in am Strand, worum es im Leben wirklich geht: Freundschaft und die Tatsache, dass Veränderung nicht zwangsläufig Schlechtes bedeutet. Und auch in Liebesdingen ist die Fete ein Erfolg für sie. Kevin und Vicky werden wieder Freunde, und Oz kann Heather sogar vorzeitig in die Arme schließen, da sie für ihre Rückreise von Europa einen früheren Flug genommen hat, um ihn zu überraschen. Nadia ist ebenfalls eingetroffen, und Jim ist kurz davor, mit ihr zu schlafen, ehe ihm die Eingebung kommt, dass er Michelle liebt. Nadia ist zunächst gefrustet und kommt auf der Party mit Sherman ins Gespräch, der sich fragt, ob seine Masche als „Sherminator“ wirklich eine gute Wahl ist, um Mädchen anzusprechen. Entgegen seiner Meinung findet Nadia Gefallen daran. Die beiden verschwinden in ein Zimmer des Hauses. Jim ist unterdessen unterwegs zum Band-Camp, in dem Michelle die Ferien verbringt. Er holt sie dort ab und entführt sie zur Party – und zu einer gemeinsamen Nacht.
Außer Kevin findet auf der Party jeder der Hauptcharaktere einen Partner, mit dem er Sex hat: Oz mit Heather, Jim mit Michelle, Nadia mit Sherman und Stifler mit den zwei Pseudo-Lesben, die sich als hetero outen. Nur Finch bleibt solo, jedoch erscheint am Abreisetag plötzlich Stiflers Mutter, mit der er sich auf ein weiteres Abenteuer einlässt.

## Hintergrund
- Bei American Pie 2 wurde verstärkt auf den Freundschaftsaspekt geachtet und die Partys wurden noch größer. Allgemein wurde die Story fortgeführt, und so tauchen auch alle Charaktere wieder auf (unter anderem auch Stiflers kleiner Bruder (Eli Marienthal) und Mom). Allerdings wird der Fokus der Story verstärkt auf Jim und Michelle gelegt.
- Mit einem Budget von 30 Millionen US-Dollar spielte der Film weltweit knapp 300 Millionen Dollar ein, war also trotz schlechter Kritiken ein finanzieller Erfolg.[2]
- Es gab Bestrebungen, Stiflers Vater im Film auftreten zu lassen. Für den Part waren u. a. Bill Paxton und Chris Penn im Gespräch. Dies wurde jedoch nicht realisiert.
- Regisseur James B. Rogers und Drehbuchautor Adam Herz haben einen Gastauftritt. Sie sind als Geschäftsleute im Hintergrund zu sehen, als Kevin mit seinem älteren Bruder telefoniert.

## Kritiken
James Berardinelli kritisierte auf „ReelViews“, der Film existiere nur, weil der Vorgängerfilm finanziell erfolgreich war. Er sei weniger amüsant als der erste Film und „uninspiriert“.

„Handlungsarme Fortsetzung einer kommerziell erfolgreichen Teenager-Komödie ("American Pie", 1999), die wenig Sinn für Timing beweist und deren zotige Witze schon nach kurzer Zeit ermüden. Auch die Darsteller verstehen es nicht, an ihre Leistungen im Vorgängerfilm anzuknüpfen.“

## Ausstrahlung in Deutschland
Nachdem American Pie 2 bereits im Jahr 2004 auf ORF 1 ausgestrahlt wurde, sendete RTL den Film am 17. April 2005. 2,95 Millionen Zuschauer in der werberelevanten Zielgruppe bei einem Marktanteil von 18,5 Prozent verfolgten die Free-TV-Premiere. Insgesamt schalteten 3,52 Millionen Zuschauern bei einem Gesamtmarktanteil von 9,9 Prozent ein.

## Soundtrack
1. Blink-182 – „Every Time I Look For You“
2. Green Day – „Scumbag“
3. Left Front Tire – „Bring You Down“
4. American Hi-Fi  – „Vertigo“
5. Uncle Kracker – „(I'm Gonna) Split This Room In Half“
6. 3 Doors Down – „Be Like That“
7. Alien Ant Farm – „Good (For A Woman)“
8. Alien Ant Farm – „Smooth Criminal“
9. Angela Ammons – „Always Getting Over You“
10. Jettingham – „Cheating“
11. Flying Blind – „Smokescreen“
12. Fenix*Tx – „Phoebe Cates“
13. The Exit – „Susan“
14. Sum 41 – „Fat Lip“
15. Michelle Branch – „Everywhere“
16. Lucia – „I Will“
17. Oleander – „Halo“
18. The Offspring – „Want You Bad“
19. Sum 41 – „In Too Deep“
20. Matt Nathanson – „Laid“

## Auszeichnungen
- ASCAP Award 2002
- Bogey Award 2001
- Canadian Comedy Award 2002
- Teen Choice Award 2002
- diverse individuelle Auszeichnungen